# 蘇文儒
蘇文儒（1997年10月16日—）為臺灣男子籃球運動員，場上位置為得分後衛，現效力於台灣職業籃球大聯盟高雄全家海神。蘇文儒畢業於后綜高中、義守大學，曾入選2021年夏季世界大學運動會中華男籃24人培訓名單，2021年8月在T1聯盟新人選秀會第二輪獲得高雄海神青睞，之後與高雄海神完成簽約。2023年6月入選2021年世大運男籃賽中華臺北代表隊。2024年6月高雄全家海神宣布與蘇文儒完成續約。2024-25賽季蘇文儒獲選年度進步獎、年度防守第一隊與年度第二隊。

## 外部連結
- 蘇文儒在台灣職業籃球大聯盟官網
- 蘇文儒在Eurobasket.com（球員）（英语）
- 蘇文儒在RealGM（球員）（英语）
- 蘇文儒在Flashscore（英语）